# Bogandé (departamento)
Bogandé es un departamento de la provincia de Gnagna, en la región Este, Burkina Faso. A 1 de julio de 2018 tenía una población estimada de 121 768 habitantes.
Se encuentra ubicado en el centro de la provincia. Su chef-lieu es Bogandé, que también es la capital provincial.

## Localidades
Comprende 37 localidades:
- Babri
- Banikidi
- Benfoaka
- Bogandé (chef-lieu)
- Boukouin
- Dapili
- Dionfirga
- Gnimpiendi
- Gorgouin
- Guitanga
- Hinga
- Kankalsi
- Kierguin
- Kodjoani-Kankalsi
- Kodjoani-Léoura
- Kohoura
- Komboassi
- Komoassi
- Komonga
- Kossougoudou
- Kottia
- Léoura
- Léoura-Corga
- Nagaré
- Namountergou
- Nindangou
- Ognoadéni
- Ouadangou
- Ouapassi
- Samou
- Samou-Folga
- Samou-Gabondi
- Samou-Mama
- Sorgha
- Tanlomo
- Thiargou
- Thiéry